# غابرييل كالديرون
غابرييل هامبيرتو كالديرون (بالإسبانية: Gabriel Calderón)‏ من مواليد 7 فبراير 1960 في روسون في الأرجنتين، لاعب كرة قدم أرجنتيني سابق ومدرب كرة قدم حالي، عمل بعد اعتزاله الكرة كمعلق رياضي لفترة قصيرة ثم انتقل بعد ذلك إلى عالم التدريب حيث بداء مسيرته مع نادي كيان الفرنسي ثم انتقل إلى سويسرا لتدريب نادي لاوسن، بعد ذلك وقع اختيار الاتحاد السعودي لكرة القدم على كالديرون ليقود الدفة الفنية للمنتخب السعودي للتاهل للتصفيات المؤهلة لكأس العالم 2006 وقد تمكن كالديرون من قيادة المنتخب السعودي للتأهل لكأس العالم 2006 دون هزيمة، تمت اقالته بعد خسارته بنتيجة ثقيلة من نظيره العراقي في منافسات بطولة غرب آسيا 2005.بعد ذلك انتقل إلى تدريب المنتخب العماني سنة 2007 لم يتمكن من احداث فرق فني في الفريق، وتمت اقالته في سنة 2008.
عاد كالديرون للمملكة العربية السعودية من خلال نادي الاتحاد السعودي واشرف على الفريق لموسمي 2008-2009 حقق من خلالها بطولة الدوري السعودي بنسختها الجديدة من امام نظيرة الهلال في مباراة فاصلة، ثم وصل بالفريق إلى نهائي دوري ابطال آسيا 2009 حيث خسر نادي الاتحاد النهائي امام بوهانج ستيلرز الكوري(2-1) وقد القت خسارة النهائي الآسيوي بظلالها على الفريق فتوالت الهزائم والتي كان ابرزها النتيجة الثقيلة في الدوري امام نادي الهلال في الرياض بنتيجة (5-0), بعد ذلك تمت اقالة كالديرون من نادي الاتحاد.
تم تعيين السيد كالديرون مديرا فنياً لنادي الهلال في شهر ديسمبر من عام 2010 خلفا للبلجيكي ايريك جيريتس، وكان اختيار كالديرون لتدريب نادي الهلال مبني على عدة عوامل ابرزها معرفته بالمنافسات المحلية والآسيوية وطبيعة اللاعب في المنطقة حيث ان لديه فكرة عن اللاعبين في الفريق ابان تدريبه لنادي الاتحاد إضافة إلى اشرافة سابقا على الكابتن سامي الجابر، والذي يتولى منصب مدير عام كرة القدم في نادي الهلال عندما كان الجابر كابتن المنتخب السعودي في فترة تدريب كالديرون للمنتخب السعودي.
تمكن السيد كالديرون من قيادة الفريق لتحقيق بطولة دوري زين السعودي دون هزيمة إضافة إلى كأس ولي العهد في أول موسم له مع نادي الهلال رغم عدم رضى عشاق الزعيم الآسيوي ورئيسه عن المستوى الفني للفريق ومن أهم عوامل عدم الرضى عن كالديرون تخبطه في التشكيلة فعلى سبيل المثال إشراكه اللاعب محمد الشلهوب في مركز محور الارتكاز رغم أن الجميع يعلم عدم قدرة اللاعب على الأداء في هذا المركز لعدم توفر مواصفات لاعب الارتكاز والتي تتمثل في قطع الكرة، الالتحامات البدنية، السرعة، اللياقة العالية.
وفي نهاية الموسم حدث انهيار فني كبير في الفريق حيث مني الهلال بهزيمتين متتاليتين من الغريم التقليدي الاتحاد خرج على اثرها من البطولة الآسيوية وكأس خادم الحرمين الشريفين للابطال. وتمت اقالة كالديرون من تدريب الهلال قبل مباراة الإياب في جدة بيومين حيث قام كالديرون بافتعال مشكلة مع مدافع الفريق ماجد المرشدي وقام بإبعادة عن تشكيل مباراة الإياب رغم عدم وجود بديل وعدم اكتمال دكة البدلاء بسبب الغيابات ورفض المدرب استدعاء لاعبين من الفريق الأولمبي لاكمال نصاب الاحتياط وعند سؤال مدير الفريق عن تشكيلة المدرب لمباراة الإياب افاده بانه سيعتمد خطة 4-3-3 وسيقوم بالزج بثلاث مهاجمين من بداية المبارة مما حدا مدير الفريق سامي الجابر لعقد اجتماع مع مجلس الإدارة للبت في امر المدرب الذي بدا عليه التخبط من خلال تصرفاته الأخيرة.
ابرز مميزات كالديرون كمدرب:
1-إعطاءه فرصة المشاركة للاعبين الشبان.
2-الاعتماد على اللاعب الجاهز بدنياٌ دون النظر إلى النجومية.
3-تبديلات اللاعبين ايجابية أثناء سير المباراة.
4-التنظيم الدفاعي الجيد والاستحواذ على الكرة.
ابرز سلبياته:
1-عدم القدرة على تحمل ضغط المباريات الكبيرة ما يؤدي لتخبط كبير في النهج التكتيكي للمباراة.
2-العصبية الزائدة والغير مبررة في اوقات حساسة للفريق.
3-اعتماده على مساعده بشكل كبير في قراءة مجريات المباراة والتبديلات حيث يقال ان أهم عوامل نجاح كالديرون كمدرب هو وجود مساعد مدرب متميز.
4-عدم الاعتماد على اللعب الجماعي للفريق كالسرعة في تناقل الكرة والتمريرات القصيرة واللعب من لمسة واحدة.
5-افتعال المشاكل مع نجوم الفريق المؤثرين قبيل المباريات الحاسمة كماحدث مع محمد نور قبل مباراة نهائي كاس الملك امام الشباب، حسن العتيبي قبل أول مباراة في البطولة الآسيوية امام سيباهان الإيراني، ماجد المرشدي قبل مباراة اياب كاس الملك.

## الإحصائيات

### كمدرب
آخر تحديث 02 أكتوبر 2021.
| الفريق        | من            | إلى           | السجل | السجل | السجل | السجل | السجل | السجل | السجل | السجل  | م. |
| الفريق        | من            | إلى           | ل     | ف     | ت     | خ     | أ.ل   | أ.ع   | ف.    | فوز %  | م. |
| ------------- | ------------- | ------------- | ----- | ----- | ----- | ----- | ----- | ----- | ----- | ------ | -- |
| كاين          | يوليو 1997    | مايو 2000     | 118   | 43    | 39    | 36    | 158   | 131   | +27   | 036٫44 |    |
| لوزان         | يوليو 2003    | ديسمبر 2003   | 15    | 5     | 5     | 5     | 23    | 22    | +1    | 033٫33 |    |
| السعودية      | نوفمبر 2004   | ديسمبر 2005   | 20    | 9     | 4     | 7     | 26    | 22    | +4    | 045٫00 |    |
| عمان          | أبريل 2007    | يونيو 2008    | 28    | 13    | 11    | 4     | 34    | 27    | +7    | 046٫43 |    |
| الاتحاد       | يونيو 2008    | يناير 2010    | 63    | 44    | 11    | 8     | 153   | 76    | +77   | 069٫84 |    |
| الهلال        | ديسمبر 2010   | يوليو 2011    | 37    | 25    | 9     | 3     | 73    | 31    | +42   | 067٫57 |    |
| بني ياس       | نوفمبر 2011   | مايو 2012     | 24    | 11    | 7     | 6     | 40    | 33    | +7    | 045٫83 |    |
| البحرين       | أكتوبر 2012   | أغسطس 2013    | 21    | 9     | 8     | 4     | 22    | 16    | +6    | 042٫86 |    |
| ريال بيتيس    | يناير 2014    | مايو 2014     | 21    | 6     | 3     | 12    | 23    | 37    | −14   | 028٫57 |    |
| الوصل         | أكتوبر 2014   | مايو 2016     | 19    | 7     | 6     | 6     | 32    | 31    | +1    | 036٫84 |    |
| قطر           | سبتمبر 2017   | نوفمبر 2017   | 9     | 1     | 1     | 7     | 8     | 21    | −13   | 011٫11 |    |
| برسبوليس      | 1 يوليو 2019  | 12 يناير 2020 | 19    | 14    | 1     | 4     | 24    | 7     | +17   | 073٫68 |    |
| المجموع الكلي | المجموع الكلي | المجموع الكلي | 394   | 187   | 105   | 102   | 621   | 454   | +167  | 047٫46 | —  |

## الإنجازات

### كلاعب

#### النادي
باريس سان جيرمان
- الدوري الفرنسي : الوصيف (1) : 1988–89

 سيون
- دوري السوبر السويسري (1): 1991–92
- كأس سويسرا (1): 1991

#### المنتخب
الأرجنتين تحت 20
- كأس العالم تحت 20 سنة لكرة القدم (1): 1979

 الأرجنتين
- كأس العالم : الوصيف (1) : 1990

### كمدرب
السعودية
- التأهل إلى كأس العالم : 2006

 الاتحاد
- دوري المحترفين السعودي : 2008–09
- كأس خادم الحرمين الشريفين : 2010
- دوري أبطال آسيا : الوصيف (1) : 2009

 الهلال
- دوري المحترفين السعودي : 2010–11
- كأس ولي العهد السعودي : 2010–11

## روابط خارجية
- غابرييل كالديرون على موقع الاتحاد الدولي (مؤرشف)  (الإنجليزية)
- غابرييل كالديرون على موقع قاعدة بيانات كرة القدم.إي يو (الإنجليزية)
- غابرييل كالديرون على موقع ليكيب (الفرنسية)
- غابرييل كالديرون على موقع ناشيونال فوتبول تيمز (الإنجليزية)
- غابرييل كالديرون على موقع عالم كرة القدم.نت (الإنجليزية)